# Lucio Afranio (comediógrafo)
Lucio Afranio (en latín, Lucius Afranius; (n. 154-155 a. C.) fue un comediógrafo latino autor de fabulae togatae del que sólo queda la fama, seiscientos versos y los títulos de cuarenta y tres de sus comedias.

## Obra
Fue el más fecundo y más perfecto en el género de comedias que creó Titinio para separarse de los modelos griegos y nacionalizar el costumbrismo en tradiciones y ambientes romanos, en especial en lo tocante a la vida familiar. Se trata de las fabulae togatae (de la toga o capa típica de los romanos) para diferenciarlas de las inspiradas en las griegas, llamadas palliatae por el palium o capa griega. Afranio fue un sagaz intérprete de la vida social y familiar del pueblo; lo mencionaron con elogio críticos e historiadores como Quintiliano (aunque le reprocha el uso de obscenidades y groserías), Aulo Gelio, Horacio, Cicerón... Aunque sus modelos están tomados del natural, por el prólogo que se ha conservado en Macrobio de su comedia Compitalia sabemos que admitía haberse servido de Menandro, pero también, al parecer, de Terencio. Lo único que ha quedado de las obras de Afranio son unos seiscientos versos y los títulos de cuarenta y tres piezas; una de ellas, Incendium, se representaba aún en tiempos de Nerón.
El estilo de Afranio presenta arcaísmos, pero resulta ser muy cercano; abunda en artificios fónicos como la aliteración, el homoteleuton, la figura etimológica, etcétera. Sus metros más usados son el senario, el setenario (troqueo) y octonario yámbico).